# Eddie Alvarez
Edward „Eddie” Alvarez (ur. 11 stycznia 1984 w Filadelfii) – amerykański zawodnik mieszanych sztuk walki (MMA), dwukrotny mistrz Bellator MMA z 2009 i 2013 oraz UFC w wadze lekkiej z 2016. Następnie zawodnik ONE Championship.

## Życiorys
Eddie, syn Louisa i Lillian Alvarez, dorastał w Kensington w Filadelfii i jest z pochodzenia Portorykańczykiem i Irlandczykiem. Zaczął trenować boks we Front Street Gym w wieku ośmiu lat pod okiem ojca i Franka Kubacha. W wieku 11 lat Alvarez zaczął uprawiać zapasy w młodzieżowym programie zapaśniczym.
Poszedł do Northeast Catholic High School gdzie grał w piłkę nożną i trenował zapasy. Pomimo otrzymania częściowych ofert stypendialnych w różnych uczelniach po ukończeniu szkoły w 2001 roku, zdecydował się trenować głównie mieszane sztuki walki.
Ma młodszego brata, Alberta, który jest byłym zawodnikiem MMA.

## Kariera MMA

### Wczesna kariera
W MMA zadebiutował 14 grudnia 2003 na lokalnej gali w New Jersey wygrywając z Anthonym Ladonną przez KO. Do 2008 stoczył jedenaście zawodowych pojedynków z których aż dziesięć wygrał i tylko raz schodził pokonany z ringu. W tym czasie zdobywał tytuły mistrzowskie mniejszych organizacji - Reality Fighting, Maximum Fight Championship oraz BodogFIGHT w wadze półśredniej (do 77 kg).
W marcu 2008 wziął udział w turnieju wagi lekkiej DREAM Lightweight Grand Prix w którym doszedł do finału lecz kontuzja oka jakiej nabawił się podczas walk wykluczyła go z finałowego starcia gdzie miał się zmierzyć z Japończykiem Shin’ya Aokim. Do walki z Aokim ostatecznie doszło 31 grudnia na sylwestrowej gali Dynamite!! 2008, a stawką pojedynku było mistrzostwo WAMMA (World Alliance of Mixed Martial Arts). Alvarez błyskawicznie uległ Japończykowi przez poddanie na początku 1. rundy.

### Bellator FC
Na początku 2009 związał się z nowo powstałą organizacją Bellator Fighting Championships, gdzie wziął udział w turnieju wagi lekkiej który miał wyłonić inauguracyjnego mistrza w tejże kategorii. Alvarez w przeciągu niespełna trzech miesięcy wygrał trzy pojedynki i został mistrzem. Pas obronił raz gdy pokonał na punkty Pata Currana 2 kwietnia 2011. Tytuł stracił 19 listopada tego samego roku na rzecz Michaela Chandlera, który poddał Alvareza w 4. rundzie mistrzowskiego starcia.
20 kwietnia 2012 zrewanżował się Aokiemu za porażkę z 2008 nokautując go w 1. rundzie na gali Bellator 66. Po pokonaniu Patricky Freiry w październiku 2012 wypełnił swój kontrakt z Bellatorem i został wolnym agentem. Chcąc związać się z konkurencyjnym UFC został pozwany do sądu przez prezydenta Bellatora Bjorna Rebneya z powodu niezaakceptowania nowej umowy którą przedstawiła mu organizacja i ostatecznie pozostał zawodnikiem Bellatora.
Mimo sporu z Rebneyem 2 listopada 2013 ponownie został mistrzem wygrywając niejednogłośnie na punkty w rewanżu z Chandlerem. Wielu komentatorów i fachowców uważało iż zwycięzcą powinien zostać Chandler, toteż Rebney ogłosił kolejne, już trzecie starcie Alvareza z Chandlerem które miało się odbyć 17 maja 2014 lecz ostatecznie do walki nie doszło gdyż na tydzień przed zaplanowaną galą Alvarez doznał wstrząśnienia mózgu i musiał wycofać się z pojedynku.

### UFC
W sierpniu 2014 nowy prezydent Bellatora Scott Coker ogłosił iż zwolnił Alvareza z kontraktu umożliwiając mu podpisanie umowy z UFC. Jeszcze w tym samym miesiącu oficjalnie związał się z UFC. W debiucie 27 września 2014 zmierzył się z Donaldem Cerrone z którym ostatecznie przegrał jednogłośnie na punkty. 13 lipca 2015 wygrał swoją pierwszą walkę w organizacji minimalnie pokonując na punkty byłego mistrza Strikeforce Gilberta Melendeza.
Po wygraniu z Anthonym Pettisem w styczniu 2016 został zestawiony z mistrzem Rafaelem dos Anjosem, którego 7 lipca 2016 pokonał już w pierwszej rundzie przez TKO, odbierając mu pas wagi lekkiej.
12 listopada 2016 na UFC 205 w Madison Square Garden, zmierzył się z mistrzem wagi piórkowej Conorem McGregorem. Alvarez przegrał pojedynek przez TKO w 2. rundzie i stracił tytuł na rzecz Irlandczyka, który stał się pierwszym zawodnikiem dzierżącym dwa mistrzowskie pasy jednocześnie.
Po stracie mistrzostwa stoczył dwa pojedynki w 2017, najpierw 13 maja z Dustinem Poirierem (walka zakończona no contest z powodu zadanych nieprzepisowych ciosów kolanem) i 2 grudnia 2017 z Justinem Gaethje, którego znokautował w trzeciej rundzie. Wcześniej, bo w sierpniu został jednym z głównych trenerów 26 sezonu The Ultimate Fighter, trenerem przeciwnej drużyny był Gaethje.

### ONE Championship
15 października 2018 roku ogłoszono, że Alvarez podpisał kontrakt z ONE Championship.
7 listopada 2018 roku ogłoszono, że Alvarez będzie jednym z ośmiu uczestników ONE Lightweight World Grand Prix. 19 grudnia 2018 r. ogłoszono, że Alvarez zmierzy się z Timofeyem Nastyukhinem na ONE Championship: A New Era 31 marca 2019 r. w inauguracyjnym wydarzeniu w Japonii. Walkę przegrał przez TKO w pierwszej rundzie.
Alvarez powrócił na ONE Championship: Dawn of Heroes 2 sierpnia 2019 r., gdzie zmierzył się przeciwko byłemu mistrzowi wagi lekkiej ONE Eduardowi Folayangowi. Wygrał walkę przez duszenie zza pleców w pierwszej rundzie, po tym jak został powalony kopnięciem na nogę na początku rundy.
W finale ONE Lightweight World Grand Prix Alvarez miał zmierzyć się z Saygidem Arslanievem, ale 26 września 2019 roku pojawiły się informacje, że musiał wycofać się z walki z powodu kontuzji. Zastąpił go mistrz wagi lekkiej ONE Christian Lee. Walka z Arslanievem miała być przełożona na ONE Infinity 2 26 czerwca 2020 roku, ale została odwołana z powodu wpływu pandemii COVID-19.
Na gali ONE on TNT 1, 7 kwietnia 2021 roku zmierzył się z byłym pretendentem do tytułu wagi lekkiej ONE Iuri Lapicusem. Impreza odbyła się w Singapurze i została wyemitowana w primetime slot w Stanach Zjednoczonych. Został zdyskwalifikowany po wielokrotnym zadawaniu ciosów w tył głowy Lapicusa. Wezwanie do dyskwalifikacji Alvareza zostało uznane za kontrowersyjne przez wiele placówek i zawodowych zawodników MMA, ponieważ okazało się, że uderzał on w ucho Lapicusa, zanim Lapicus zaczął odwracać głowę. Alvarez odwołał się od ostatecznej decyzji, a wynik został później zmieniony na no contest.
Trzy tygodnie po swojej ostatniej walce, Alvarez zmierzył się z Ok Rae Yoon na ONE on TNT 4 w dniu 28 kwietnia 2021 r. Przegrał wyrównany pojedynek przez jednogłośną decyzję sędziów.

## Życie prywatne
Ożenił się z ukochaną z liceum, Jamie, w 2008 roku i mają trzech synów i córkę. Wykorzystał swój sukces finansowy, aby przenieść swoją rodzinę z Kensington do północno-wschodniej Filadelfii po urodzeniu pierwszego syna, Eddiego.
Dwukrotnie wystąpił w telewizyjnym show Bully Beatdown na MTV, gdzie znokautował obu swoich przeciwników.

## Osiągnięcia

### Amatorskie zapasy:
- Krajowe Mistrzostwa Szkół Przygotowawczych w Zapasach - tytuł National Prep All-American (2000, 2001)

### Mieszane sztuki walki:
- 2004: mistrz Reality Fighting w wadze półśredniej (-77 kg)
- 2006: mistrz Maximum Fight Championship w wadze półśredniej
- 2006–2007: mistrz BodogFIGHT w wadze półśredniej
- 2008: DREAM Lightweight Grand Prix – finalista turnieju wagi lekkiej
- 2009: Bellator Season 1 Lightweight Tournament – 1. miejsce w turnieju wagi lekkiej (-70 kg)
- 2009–2011: mistrz Bellator MMA w wadze lekkiej
- 2013–2014: mistrz Bellator MMA w wadze lekkiej
- 2016: mistrz UFC w wadze lekkiej